# Listni zavrtač
Listni zavrtač je žuželka, ki preživi del razvoja tako, da požira tkivo v notranjosti rastlinskega lista, med spodnjo in zgornjo povrhnjico. Oznaka ni sistematska; gre za način prehranjevanja, ki se je razvil ločeno pri ličinkah več nesorodnih skupin žuželk, najpogostejši je pri dvokrilcih, hroščih, metuljih in kožokrilcih.
Rovi so vidni na zunaj po razbarvanosti, saj ličinka požre gobasto tkivo s klorofilom, ki daje listu barvo, žival sama pa je v notranjosti delno zaščitena pred zunanjimi vplivi in plenilci. Različne skupine zavrtačev so prepoznavne po obliki rovov, ki jih vrtajo po listih:
1. serpentinasti rovi se vijejo po listu kot kača in z rastjo ličinke postajajo vedno širši;
2. madeži so približno okrogle oblike, pri nekaterih zavrtačih se ta del lista posuši in izboči kot šotor;
3. prstasti rovi se žarkasto razširjajo iz sredine;
4. ravni rovi (dokaj redki).

Včasih je možno po obliki rova prepoznati družino ali celo vrsto, kateri zavrtač pripada.
Posebej na začetku razvoja, ko je ličinka še majhna, se običajno izogiba večjim listnim žilam. Mnogi zavrtači opravijo celoten razvoj znotraj lista in se v rovu tudi zabubijo ter nato kot odrasla žival pregrizejo na površje in zapustijo list. Pri nekaterih metuljih pa gosenica najprej vrta znotraj lista in se v kasnejšem obdobju razvoja pregrize na površje in začne obžirati cel list. Obstaja tudi obraten primer, ko gosenice, ki tvorijo šotoraste madeže, začnejo razvoj na zunanjosti in se v notranjost pregrizejo, ko so že nekoliko večje.

## Pomen
Zavrtači s požiranjem listnega tkiva škodujejo rastlini in lahko tudi sprožijo odpadanje listov. Zato zavrtače, ki se prehranjujejo z gospodarsko pomembnimi vrstami rastlin, obravnavamo kot škodljivce in jih zatiramo s pesticidi. Ker se nahajajo v notranjosti lista, so zaščiteni pred kontaktnimi pesticidi in številnimi plenilci, ki sicer izvajajo biološki nadzor, zaradi česar so pridelovalci primorani uporabljati mnogo večje količine pesticidov.